# Rogneda di Polack
Rogneda di Polack (962 – 1002) conosciuta anche come Rogneda Rogvolodovna ("Rogneda figlia di Rogvolod") (russo), Ragnhild (norreno), Ragnilda, Rahneda (bielorusso) e Rahnieda.
Figlia di Ragnvald (in russo Рогволод Полоцкий – Rogvolod Polockij?), moglie di Vladimir I di Kiev, madre di Jaroslav I di Kiev e di Izjaslav (978 – 1001).
Promessa in sposa a Jaropolk, fratello di Vladimir, fu da questi, che aveva ucciso il padre e i fratelli, presa con la forza e costretta a sposarlo.
Tentò la vendetta ordendo un complotto per uccidere Vladimir, ma fu scoperta e bandita, insieme al figlio Izjaslav, a Polack.
Una leggenda afferma che abbia trascorso gli ultimi anni della sua vita come monaca con il nome di Anastasija.